# Episodi di Nash Bridges (terza stagione)
La terza stagione della serie televisiva Nash Bridges è stata trasmessa in anteprima negli Stati Uniti d'America dalla CBS tra il 19 settembre 1997 e il 15 maggio 1998.
| nº | Titolo originale              | Titolo italiano | Prima TV USA      | Prima TV Italia |
| -- | ----------------------------- | --------------- | ----------------- | --------------- |
| 1  | Lost and Found                |                 | 19 settembre 1997 |                 |
| 2  | Payback                       |                 | 26 settembre 1997 |                 |
| 3  | Shake, Rattle & Roll          |                 | 3 ottobre 1997    |                 |
| 4  | One Flew Over the Cuda's Nest |                 | 10 ottobre 1997   |                 |
| 5  | Blackout                      |                 | 17 ottobre 1997   |                 |
| 6  | Ripcord                       |                 | 24 ottobre 1997   |                 |
| 7  | Sniper                        |                 | 31 ottobre 1997   |                 |
| 8  | Revelations                   |                 | 7 novembre 1997   |                 |
| 9  | Most Wanted                   |                 | 14 novembre 1997  |                 |
| 10 | Bombshell                     |                 | 21 novembre 1997  |                 |
| 11 | Found Money                   |                 | 5 dicembre 1997   |                 |
| 12 | Dirty Tricks                  |                 | 19 dicembre 1997  |                 |
| 13 | Crossfire                     |                 | 9 gennaio 1998    |                 |
| 14 | Live Shot                     |                 | 16 gennaio 1998   |                 |
| 15 | Downtime                      |                 | 30 gennaio 1998   |                 |
| 16 | Skin Deep                     |                 | 27 febbraio 1998  |                 |
| 17 | Patriots                      |                 | 6 marzo 1998      |                 |
| 18 | Cuda Grace                    |                 | 3 aprile 1998     |                 |
| 19 | Lady Killer                   |                 | 10 aprile 1998    |                 |
| 20 | Danger Zone                   |                 | 17 aprile 1998    |                 |
| 21 | Special Delivery              |                 | 1º maggio 1998    |                 |
| 22 | Touchdown                     |                 | 15 maggio 1998    |                 |
| 23 | Sacraments                    |                 | 15 maggio 1998    |                 |